# Thaumamermis zealandica
Thaumamermis zealandica is een rondwormensoort uit de familie van de Mermithidae. De wetenschappelijke naam van de soort is voor het eerst geldig gepubliceerd in 2002 door Poinar, Latham, David & Poulin.